# Cephalantholejeunea temnanthoides
Cephalantholejeunea temnanthoides är en bladmossart som först beskrevs av Rudolf Mathias Schuster, och fick sitt nu gällande namn av Rudolf Mathias Schuster. Cephalantholejeunea temnanthoides ingår i släktet Cephalantholejeunea och familjen Lejeuneaceae. Inga underarter finns listade i Catalogue of Life.